# Stanislas Merhar
Stanislas Merhar, né le 23 janvier 1971 à Paris, est un acteur français.
À 25 ans, il fait ses premiers pas au cinéma sous la direction d’Anne Fontaine dans Nettoyage à Sec. Il est récompensé pour cette première interprétation par le César du meilleur espoir. Il tourne sous la direction de grands cinéastes notamment Manuel de Oliveira, Jean-Claude Brisseau, Chantal Akerman, Michel Deville, Benoît Jacquot, Philippe Garrel...
Au théâtre on le découvre en 2007 dans l’Autre de Florian Zeller, puis en 2012 dans Le Lien d’Amanda Sthers.

## Biographie

### Jeunesse et débuts au cinéma
Stanislas Merhar naît et grandit dans le 14e arrondissement de Paris dans une famille dont la mère, Christiane Sacase est journaliste et encyclopédiste. Son père, Bogdan Merhar, est un metteur en scène slovène. Il a deux sœurs Vanja et Katja.
À seize ans, il entre à l’École normale de musique de Paris où il étudie le piano pendant cinq années dans la classe d’André Gorog. Il renonce et devient apprenti dans un atelier de restauration de bois doré (les Ateliers Gohard).
Sa rencontre avec le cinéma est due au hasard. En 1996, Dominique Besnehard accompagné d’une directrice de casting engagée par Anne Fontaine le repère dans la rue. La réalisatrice lui fait passer une série d’essais avant de le choisir pour jouer Loïc aux côtés de Miou-Miou et de Charles Berling dans Nettoyage à sec, rôle qui lui vaut le César du meilleur espoir masculin. Le film obtient le prix du meilleur scénario à la Mostra de Venise.
En 1998, il est le jeune Albert de Morcerf, fils de Jean Rochefort dans la série réalisée par Josée Dayan, Le Comte de Monte-Cristo avec Gérard Depardieu. En 1999, il est François de Guise dans La lettre de Manoel de Oliveira puis tourne son deuxième long métrage sous la direction de Jean-Claude Brisseau (Les Savates du bon Dieu). Cette même année, il fait une autre rencontre importante, celle de Chantal Akerman.
Il partage l'affiche avec Marion Cotillard dans Furia le premier long métrage d’Alexandre Aja mais le film ne rencontre pas le succès. Il a le rôle-titre dans Franck Spadone, un premier film expérimental avec Monica Bellucci qui est présenté à la semaine de la critique à la Mostra de Venise.

### Années 2000
En 2000, il devient le héros de Chantal Akerman dans La Captive, adaptation librement inspirée de La Prisonnière de Marcel Proust aux côtés de Sylvie Testud. Le film est sélectionné à la Quinzaine des réalisateurs lors du festival de Cannes. À sa sortie, il est encensé par la critique en particulier dans les Cahiers du cinéma.  
L’année d’après, il collabore avec deux cinéastes italiens : Pupi Avati dans I cavalieri che fecero l'impresa avec Edward Furlong, F. Murray Abraham et partage l’affiche avec Héctor Alterio dans Nobel de Fabio Carpi.
En 2002, il rencontre Michel Deville qui l’engage pour interpréter l’un des personnages d’un monde presque paisible, film choral et adaptation du roman de Robert Bober : Quoi de neuf sur la guerre ?. Il est aussi Adolphe dans l’adaptation du roman éponyme de Benjamin Constant réalisée par Benoît Jacquot avec Isabelle Adjani dans le rôle d’Elénore.
Toujours en 2002, il joue le fils d’une diva d’opéra interprétée par Dianne Wiest dans Merci Docteur Rey aux côtés de Jane Birkin et Bulle Ogier.
En 2005, il retrouve Michel Deville dans l’adaptation d'Un fil à la patte de Georges Feydeau dans le rôle d’Irigua. Il travaille également avec Jean-Henri Roger pour Code 68 un film témoignage sur mai 68.
En 2006, il tourne dans deux longs métrages dont un premier film, Müetter de Dominique Lienhard avec Aurélien Recoing et un film géorgien dans lequel il retrouve Sylvie Testud, L'Héritage de Temur Babluani et Gela Babluani.
En 2007, il joue pour la première fois au théâtre, au Studio des Champs-Elysées dans une pièce de Florian Zeller, L'Autre.
En 2008, il publie chez Fayard Petits Poisons, un récit autobiographique.
En 2009, il tourne avec Jean-Pierre Mocky pour ses mini-séries Myster Mocky présente.

### Années 2010
En 2011, Emmanuel Mouret le sollicite pour le prologue de son film L‘art d’aimer. Valérie Mréjen et Bertrand Schefer pour leur premier long métrage En ville, lui confient le rôle d’un photographe. Le film est sélectionné à la Quinzaine des réalisateurs au festival de Cannes.

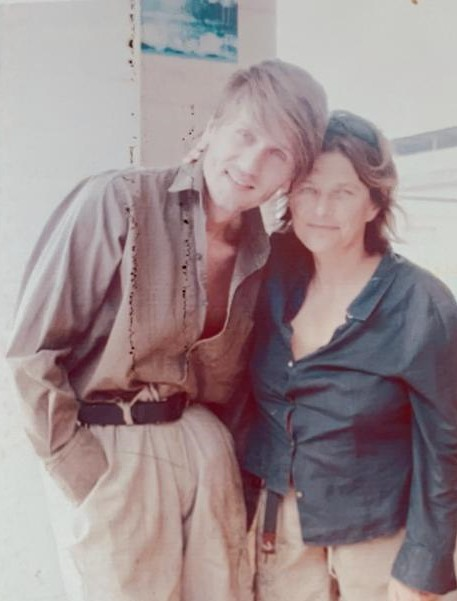
Stanislas Merhar et Chantal Akerman sur le tournage de La Folie Almayer.

Chantal Akerman fait de nouveau appel à lui pour incarner Almayer dans son adaptation du premier roman de Joseph Conrad, La folie Almayer. Le film est présenté hors compétition à la Mostra de Venise.
À l’automne 2012, il remonte pour la deuxième fois sur scène dans Le Lien d’Amanda Sthers au théâtre des Mathurins. La pièce est jouée l’été suivant au théâtre du Chêne Noir lors du festival d'Avignon.  
En 2013, il tourne Left Foot Right Foot premier film du réalisateur suisse Germinal Roaux puis, en 2014, Rosenn d’Yvan Le Moine avec Rupert Everett.
En 2015, il rencontre Philippe Garrel qui lui confie le rôle de Pierre pour le duo de L'Ombre des femmes avec Clotilde Courau, le film fera l’ouverture de la Quinzaine des réalisateurs au festival de Cannes 2015.
En 2017, il fait partie de la distribution de Madame, une comédie réalisée par Amanda Sthers avec Toni Collette, Harvey Keitel et Rossy de Palma.
L’année suivante, Paulo Branco produit le préquel des Mystères de Lisbonne, Le Cahier noir, scénario original de Raoul Ruiz avec Lou de Laâge. Le film est sélectionné en compétition au festival de San Sebastian.

### Années 2020
En 2020, Bronx, film dans lequel il interprète l’un des quatre héros, un agent de la B.R.I. en proie au désespoir, fait plus de 80 millions de vues sur Netflix.
En 2021, il tourne pour la plateforme Apple TV+ une série d’espionnage Liaison réalisée par Stephen Hopkins aux côtés de Vincent Cassel, Eva Green, Gérard Lanvin…

### Décoration
- Chevalier des Arts et des Lettres[17]

## Filmographie

### Cinéma

#### Longs métrages
- 1997 : Nettoyage à sec d'Anne Fontaine : Loïc
- 1999 : La Lettre de Manoel de Oliveira : François de Guise
- 1999 : Furia d'Alexandre Aja : Théo
- 2000 : Franck Spadone de Richard Bean : Franck Spadone
- 2000 : La Captive de Chantal Akerman : Simon
- 2000 : Les Savates du bon Dieu de Jean-Claude Brisseau : Fred
- 2001 : Nobel[7] de Fabio Carpi : Alessandro
- 2001 : I cavalieri che fecero l'impresa de Pupi Avati : Jean de Cent Acres
- 2002 : Un monde presque paisible de Michel Deville : Maurice
- 2002 : Merci Docteur Rey d'Andrew Litvack : Thomas Beaumont
- 2003 : Adolphe de Benoît Jacquot : Adolphe
- 2005 : Un fil à la patte de Michel Deville : Irrigua
- 2005 : Code 68 de Jean-Henri Roger : Blaise
- 2006 : Müetter de Dominique Lienhard : Stéphane
- 2006 : L'Héritage de Gela Babluani et Temur Babluani : Jean
- 2011 : En ville de Valérie Mréjen et Bertrand Schefer : Jean
- 2011 : L'Art d'aimer d'Emmanuel Mouret : Laurent
- 2012 : La Folie Almayer de Chantal Akerman : Almayer
- 2014 : Rosenn d'Yvan Le Moine : Cavairac
- 2015 : L'Ombre des femmes de Philippe Garrel : Pierre
- 2015 : Left Foot Right Foot de Germinal Roaux : Olivier
- 2017 : Madame d'Amanda Sthers : Antoine Bernard
- 2018 : Le Cahier noir de Valeria Sarmiento : Fabrizio Rufo
- 2020 : Bronx d'Olivier Marchal : Willy Kapellian
- 2023 : Bonnard, Pierre et Marthe de Martin Provost : Thadée Natanson
- 2023 : Les Secrets de la princesse de Cadignan d'Arielle Dombasle : Michel Chrestien
- 2024 : Maria de Jessica Palud : l'agent
- 2025 : Fanon de Jean-Claude Barny : le sergent Rolland
- 2025 : Dossier 137 de Dominik Moll : Jérémy
- 2025 : Badh de Guillaume de Fontenay : Tassigny

#### Courts et moyens métrages
- 1997 : La Cloche de Charles Berling
- 2002 : Courtes histoires de train de François Aunay : Vladimir, le contrôleur
- 2003 : L'Enfance de Catherine d'Anne Baudry : le père
- 2006 : Comme un chat noir au fond d'un sac de Stéphane Elmadjian
- 2007 : Jalouse de Matthew Frost
- 2008 : Dans le Lac de Jean-Pierre Mocky (Myster Mocky présente)
- 2009 : De quoi mourir de rire de Jean-Pierre Mocky (Myster Mocky présente)
- 2009 : Notre ami Chopin de Xavier Beauvois : Denis
- 2012 : Hold up de Marine Bertrand
- 2016 : Les Ronds-points de l'hiver (moyen métrage) de Laura Tuillier et Louis Séguin : Denis
- 2017 : Matin de Richard Bean : l'homme
- 2017 : Closing In de Ferdinando Cito Filomarino
- 2019 : Faux Frères de Nicolas Boualami

### Télévision
- 1998 : Le Comte de Monte-Cristo (mini-série) de Josée Dayan : Albert de Morcerf
- 1999 : Chambre n°13 (série télévisée), épisode Chair en vie de Fabienne Berthaud et Aruna Villiers
- 2001 : Zaïde, un petit air de vengeance (téléfilm) de Josée Dayan : David
- 2003 : Kélif et Deutsch à la recherche d’un emploi (série télévisée)
- 2004 : Milady (téléfilm) de Josée Dayan : John Felton
- 2009 : L'Homme aux cercles bleus (téléfilm) de Josée Dayan : Charles Reyer
- 2012 : Climats (téléfilm) de Caroline Huppert : François Crozant
- 2014 : Capitaine Marleau (série télévisée) de Josée Dayan, épisode pilote Entre vents et marées : Vincent Salmon
- 2017 : Juste un regard (mini-série) de Ludovic Colbeau-Justin : Jimmy O
- 2018 : Capitaine Marleau (série télévisée) de Josée Dayan, épisode Le Jeune Homme et la Mort  : Philippe Venturi
- 2021 : Loin de chez moi (téléfilm) de Frédéric Forestier : Jan Koning
- 2021 : O livro negro de Padre Dinis (mini-série) de Valeria Sarmiento : Cardinal Rufo
- 2023 : Liaison (série télévisée), crée par Virginie Brac, réalisée par Stephen Hopkins : Didier Taraud

## Théâtre
- 2007 : L'Autre de Florian Zeller, mise en scène de l'auteur, Comédie des Champs-Élysées
- 2012-2013 : Le Lien d'Amanda Sthers, mise en scène Gérard Gelas, théâtre des Mathurins, Théâtre du Chêne Noir (Festival d'Avignon)
- 2024 : Le Déménagement[18] de Chantal Akerman, mise en scène Anne Kessler, Musée du Jeu de Paume

## Radio et voix off
- 2008 : Une Ombre dans les yeux[19] de Rafaël Lewandowski (voix off)
- 2008 : Le Milieu du Cinéma[20] (voix off) de François Aunay et Olivier Gastinel
- 2014 : Le journal d’Alphonse le dernier film de François Truffaut[21] (essai radiophonique) de Elisabeth Butterfly, en collaboration avec Eva Truffaut Réalisation Vanessa Nadjar
- 2018 : Vent clair, film fantôme d'Andreï Tarkovski[22], (création radiophonique) de Corentin Pichon[23] à partir d’un scénario d’Andreï Tarkovski
- 2022 : Soudain la nuit[24] de Corentin Pichon (voix off)

## Publication
- Petits Poisons (2008), Fayard, 200 p., autobiographie romancée[25]

## Prix
- Pour Nettoyage à sec d'Anne Fontaine :
  - 1997 : Prix Première du public au Festival des acteurs à l'écran de Saint-Denis
  - César du cinéma 1998 : César du meilleur espoir masculin
  - 1998 : Swan d'or révélation masculine du festival du film de Cabourg
- 2009 : Prix littéraire du jury du festival de Deauville[26] pour Petits Poisons (récit)